# Modalpartikel
Modalpartikeln (auch Abtönungspartikeln, Abtönungswörter oder MP) sind eine zu den Partikeln gehörende Wortart. Sie dienen unter anderem dazu, die subjektive Einstellung eines Sprechers zum ausgesagten Inhalt auszudrücken (verhalten sich aber selbst nicht als Teil des Satzinhalts). Beispiele: „Das ist ja witzig“ (der Sprecher entdeckt diesen Sachverhalt gerade für sich, erwartet aber nicht, dass er anderen neu ist) / „Männer sind eben so“ (der Sprecher resigniert gegenüber dem Sachverhalt).
Besonders verbreitet sind Modalpartikeln in der gesprochenen Sprache. Das Deutsche gilt als eine an Modalpartikeln äußerst reiche Sprache, was nicht selbstverständlich ist. In vielen Sprachen existieren nur wenige (z. B. Französisch, Spanisch) bis gar keine Partikeln dieser Klasse, sodass sie eine Herausforderung an Übersetzer darstellen. Aufgrund ihrer hohen Frequenz fallen sie auch beim Erlernen des Deutschen für Nicht-Muttersprachler ins Gewicht. Dies ist besonders deshalb problematisch, weil die Bedeutung sowohl der Klasse als auch der einzelnen Modalpartikeln nicht einfach fassbar ist. Andere Sprachen, in welchen Modalpartikeln eine größere Rolle spielen, sind das dem Deutschen eng verwandte Niederländisch sowie z. B. Griechisch, Indonesisch und Japanisch.
Abweichend von dieser Standardbedeutung findet sich vereinzelt ein Gebrauch der Bezeichnung „Modalpartikel“, mit dem „Satzadverb“ bzw. „Modalwort“ gemeint ist. Normalerweise wird jedoch der Begriff Adverb von Partikel unterschieden (siehe Partikel (Grammatik) und Adverb #Adverb und Partikel) und ebenso zwei verschiedene Bedeutungen von „modal-“ in Modalpartikel im Gegensatz zu Modaladverb.

## Definition
Die Modalpartikeln gehören in der deutschen Sprache neben z. B. den Fokuspartikeln oder Steigerungspartikeln zur Klasse der Partikeln im engeren Sinne, also den generell unflektierbaren Wortarten, die nicht den Präpositionen, Adverbien oder Konjunktionen zugerechnet werden können. Da alle Partikeln unflektierbar sind, müssen, wenn man eine Unterklassifikation vornehmen will, Unterschiede im Verhalten der einzelnen Partikeln im Satz berücksichtigt werden. Über die genauen Merkmale, die Modalpartikeln ausmachen, gab und gibt es eine lange sprachwissenschaftliche Diskussion. Als allgemein anerkannt gelten die folgenden Kriterien zum Erkennen der deutschen Modalpartikeln:
- Sie sind unflektierbar (wie alle Partikeln).
- Sie ändern die Wahrheitsbedingungen einer Äußerung nicht.
- Modalpartikeln können nicht negiert werden.
- Sie sind nicht erfragbar. (A: „Der hat vielleicht einen schönen Pullover!“ B: (??) „Wie hat er einen Pullover?“)
- Sie können nicht am Anfang eines Hauptsatzes vor dem finiten Verb stehen (sie sind nicht vorfeldfähig).
- Modalpartikeln haben Homonyme in anderen Wortarten.
- Modalpartikeln sind nicht koordinierbar, das heißt, sie sind weder mit und noch mit oder verbindbar.

## Zur Bedeutung ausgewählter Kriterien
Auffällig an der angeführten Liste ist, dass die meisten Kriterien Negativ-Merkmale darstellen („sie können nicht ...“). Daher ist es schwierig, eine einfache Definition zu geben, was eine Modalpartikel ist. Genauer kann dafür gesagt werden, was sie nicht sind. In diesem Abschnitt wird ausführlicher auf einige wichtige Punkte der Liste eingegangen.

### Modalpartikeln bewirken keine Änderung der Wahrheitsbedingungen
Zur Illustration dieses Punktes kann die Modalpartikel aber dienen. Die folgenden zwei Beispiele stimmen bis auf die Anwesenheit der Modalpartikel überein. Aus der Wahrheit des ersten Satzes in einer Situation folgt immer die Wahrheit des zweiten Satzes, und auch umgekehrt ist der Übergang stets möglich, ohne die Wahrheit der Aussage zu beeinträchtigen:
- „Peter hat aber großen Hunger.“
- „Peter hat großen Hunger.“

Diese Beobachtung ist nicht trivial, denn sie besagt, dass das Hinzufügen bzw. Weglassen der Partikel in einem Satz nichts an dessen Kernaussage ändert, d. h., dass die Modalpartikel nicht zur ausgedrückten Proposition gehört. Modalpartikeln fügen also der Aussage nichts hinzu, sondern stehen gewissermaßen über ihr. Sie geben dem Hörer stattdessen Hinweise auf den Informationsstand des Sprechers, auf Bewertungen oder auf andere Aspekte, die die Rolle der Aussage für den Kontext betreffen. (Mehr dazu siehe unten im Abschnitt #Die Bedeutung der Modalpartikeln.)

### Modalpartikeln können nicht negiert werden
Aus diesem Zusammenhang heraus, dass sie nicht Teil der Proposition sind, lässt sich auch verstehen, warum Modalpartikeln nicht im Wirkungsbereich einer Negation stehen können, denn Negationen haben einen Einfluss auf Wahrheitswerte.

### Modalpartikeln sind nicht vorfeldfähig
Im sogenannten Feldermodell des deutschen Satzes werden Sätze durch die Positionen des Verbs, die sogenannte Satzklammer, in drei Teile gegliedert: Vorfeld, Mittelfeld und Nachfeld, wie in den folgenden Beispielen. Die Modalpartikel findet sich jeweils im Mittelfeld:
| Vorfeld | linke Klammer | Mittelfeld                      | rechte Klammer | Nachfeld                    |
| ------- | ------------- | ------------------------------- | -------------- | --------------------------- |
| Er      | wird          | ja                              | gemerkt haben  | dass mir das nicht gefällt. |
| Sie     | braten        | wohl gerade Fisch in der Mensa. |                |                             |
| Peter   | hat           | aber großen Hunger              | gehabt         | wie es scheint!             |

Die Partikeln ja, wohl, aber können nicht ins Vorfeld gestellt werden, allenfalls ergeben sich andere Bedeutungen:
|        | * Ja   | wird   | er                             | gemerkt haben | dass mir das nicht gefällt |
|        | * Wohl | braten | sie gerade Fisch in der Mensa. |               |                            |
|        | # WOHL | braten | sie gerade Fisch in der Mensa! |               |                            |
| # Aber | --     | hat    | Peter großen Hunger            | gehabt?       | (* wie es scheint)         |

Im ersten Beispiel oben ist die Voranstellung der Modalpartikel ja ins Vorfeld unakzeptabel (durch einen *Stern markiert), im zweiten Beispiel ist die Voranstellung unakzeptabel, wenn die Modalpartikel, wie üblich, unbetont ist; das dritte Beispiel zeigt, dass ein betontes wohl zwar im Vorfeld stehen kann, aber eine andere Bedeutung vorliegen muss (markiert durch das Rautezeichen #): Dieses ist nicht die Modalpartikel, die sich mit „wahrscheinlich“ umschreiben ließe, sondern ein andersartiges Element (ein Adverb), das Widerspruch zu einer vorhergehenden Äußerung markiert. Im letzten Beispiel kann der Satz mit vorangestelltem aber nur als Fragesatz interpretiert werden, so dass der Zusatz des wie-Satzes nicht mehr möglich ist. Folglich ist es ein Verb-Erst-Satz mit aber nicht als Partikel, sondern als Konjunktion in der linken Peripherie des Satzes (im sogenannten Anschlussfeld). Insgesamt ist also zu sehen, dass Modalpartikeln nicht im Vorfeld vorkommen können.

## Die Hauptklasse der Modalpartikeln
Zu der Hauptklasse der Modalpartikeln – die gelegentlich auch Abtönungspartikeln genannt werden – zählen aber, auch, bloß, denn, doch, eben, eigentlich, etwa, halt, ja, mal, nur, schon, vielleicht und wohl. Eines der Kriterien aus der Liste besagt, dass Modalpartikeln Homonyme in anderen Wortarten haben. Das bedeutet, dass gleich klingende und geschriebene Wörter in anderen Funktionen im Satz auftreten können. So kann z. B. ja als Antwort auf eine Frage fungieren und gehört in diesem Fall zu den sogenannten Antwortpartikeln. Vielleicht kann z. B. als Satzadverb („Vielleicht ist der Termin morgen“) verwendet werden und so allein im Vorfeld stehen. Diese Homonyme weisen also z. T. ein gänzlich anderes Verhalten auf als in der Kriterienliste beschrieben. In diesen Fällen haben sie jedoch auch eine andere Bedeutung.

## Die periphere Klasse der Modalpartikeln
Daneben existiert noch eine Klasse von Modalpartikeln (manchmal ‚Partikeln mit abtönender Bedeutung‘ oder ‚abtönungsfähige Partikeln‘ genannt), die oft ebenfalls zu den Modalpartikeln gezählt werden, jedoch vorfeldfähig sind. Dazu gehören z. B. fein, ganz, gerade, gleich, einfach, erst, immerhin, schließlich, überhaupt und ruhig. Die Bedeutung dieser Partikeln ändert sich nicht, ob sie im Vor- oder im Mittelfeld stehen; daher müssen sie auch keine Homonyme in anderen Wortarten haben.

## Restriktionen
Modalpartikeln unterliegen einer Reihe von schwer beschreibbaren Restriktionen. So können Modalpartikeln oft nicht beliebig kombiniert werden. So ist zwar
- Er ist aber auch ungeschickt.

möglich. Nicht jedoch die umgekehrte Variante:
- Er ist auch aber ungeschickt.

Weiterhin können die jeweiligen Partikeln nur in bestimmten Satzmodi vorkommen. So lässt sich vielleicht zwar in Ausrufen verwenden („Hat der vielleicht ein schönes Auto!“), jedoch nicht in echten Fragen („*Hat der vielleicht ein schönes Auto?“).

## Die Bedeutung der Modalpartikeln

### Grundlagen der Bedeutung
Um genau zu verstehen, was Modalpartikeln bedeuten, ist es wichtig, sich klarzumachen, was genau Bedeutung ist. Dabei wurde zwischen zwei Ebenen der Bedeutung unterschieden (siehe z. B. Sprechakttheorie). Auf der einen Seite steht der schon angedeutete, wörtlich zu nehmende Satzinhalt: die Proposition. Auf der anderen Seite steht die sogenannte Illokution, der Handlungszweck einer Äußerung oder einfacher: was mit der Äußerung eines Satzes ausgedrückt werden sollte. Dieser Unterschied ist deshalb wichtig, weil mit ein und demselben Satz in unterschiedlichen Kontexten Verschiedenes gemeint sein kann (Pragmatik). Während der Großteil der Wörter einer Sprache zur Proposition beiträgt, gibt es auch Wörter (wie die Modalpartikeln), die sozusagen auf einer Metaebene nicht zur Proposition gehören, sondern im illokutiven Bereich wirken. In vielen theoretischen Ansätzen wird daher zur Erklärung ihrer Bedeutung auf Modelle des gemeinsamen Wissens (Common Ground) Bezug genommen. Maria Thurmair fasst die Bedeutung der Modalpartikeln für die illokutive Ebene wie folgt zusammen:

„Im wesentlichen dienen die Modalpartikeln dazu, eine Äußerung in den Interaktionszusammenhang einzubinden. Mit ihnen kann auf den Gesprächspartnern gemeinsames Wissen verwiesen werden, auf Annahmen oder Erwartungen von Sprecher oder Hörer, es kann ein bestimmter Bezug zu einer vorangegangenen Äußerung angezeigt werden, oder es kann der Stellenwert, den der Sprecher der Äußerung beimißt, gekennzeichnet werden.“

So kann mit der Modalpartikel ja darauf verwiesen werden, dass das im Satz ausgedrückte Wissen als bereits geteilt und damit als vorausgesetzt betrachtet wird, oder mit der Partikel halt angezeigt werden, dass es sich um Wissen handelt, über welches nicht weiter diskutiert werden muss. In dieser Weise können also Umschreibungen für die Bedeutung von Modalpartikeln gegeben werden, die wahrheitsrelevante Aussagen formulieren; nur ist der Status der so transportierten Inhalte in der Äußerung nicht wahrheitsrelevant.

### Bedeutung einzelner Modalpartikeln
Beispiele für deutsche Modalpartikeln sind:
denn
Bedeutung besonderen Interesses, z. B. in „Was ist das denn?“
doch
- Verwunderung über Informationsdefizit, z. B. in „Ich bin doch vorhin schon einmal da gewesen.“ (impliziert: „Wie du eigentlich wissen müsstest.“)
- Abmilderung eines Imperativs, z. B. in „geh doch noch einmal zurück!“, „Lies doch noch einmal, was ich dir geschrieben habe“ anstatt „geh noch einmal zurück“, „Lies noch einmal, was ich dir geschrieben habe.“ Einer Aufforderung kann durch die Partikel so ihre Schärfe genommen werden.

eben
- Hinweis, dass eine bereits genannte oder bereits eindeutig erkennbare Sache hier nochmals genannt wird: „Deutsch ist eben schwer.“[6]
- Resignation angesichts eines nicht änderbaren Sachverhalts: „Männer sind eben so.“ – „Dann musst du eben morgen wiederkommen.“

eh
- (oberdeutsch, ersetzt „ohnehin“ immer häufiger): Eine Situation stellt sich durch eine neue Information oder Erkenntnis anders dar als vorher, z. B.: „Dann ist das ja eh [wider die alte, ungültige Information] erst morgen fällig“, „X ist ja eh [wider Erwarten] gut zu Fuß!“
- Markiert eine weitere oder zweitrangige Begründung, die sich unabhängig von der Hauptbegründung ergeben hat (ähnlich wie „sowieso“, „ohnehin“): „Iss doch bei uns, wir haben eh zu viel eingekauft.“; „Ich gehe heute lieber nicht zum Sport, denn ich habe mich mit der Trainerin gestritten. Und bei dem Wetter will ich eh nicht raus.“
- in österreichischen Dialekten kann „eh“ aber auch zur Bekräftigung dienen: „X is eh guad z’ Fuass“: „X ist aber wirklich gut zu Fuß.“

fei, ge (oberdeutsche Dialekte)
- Nachdruck, z. B. „Des is fei wichtig, dass die Blumen jeden Tag gegossen werden.“
- Im Thüringischen übernimmt „ge“ (oberdeutsche und südwestmitteldeutsche Dialekte und Umgangssprachen auch „gell“) diese Funktion (immer nachgestellt am Satzende): „Es ist wichtig, dass die Blumen jeden Tag gegossen werden, ge.“

gar, rein
Verstärkung, die Vollständigkeit andeutet, z. B. in „Er wusste rein gar nichts davon.“
ja
- Andeutung, dass Adressat vielleicht schon über die Information verfügt „Ich bin ja vorhin schon einmal da gewesen.“
- Verstärkung freudiger wie negativer Verwunderung: „Das ist ja super / eklig!“

halt (oberdeutsch, ersetzt „eben“ immer häufiger)
Implikation, dass etwas bereits früher möglich gewesen wäre, z. B. in „Ich bin halt vorhin schon einmal da gewesen“ oder in „Das ist halt der Punkt.“ (impliziert: „Die Einsicht, die ich dir seit Jahren klarmachen will.“)
mal (umgangssprachliche Kurzform von „einmal“)
- Implikation, dass man selber einer Sache (im Moment) nicht nachkommen kann, z. B. in „Kannst du das mal machen?“ („Ich habe gerade keine Hand frei.“)
- Implikation eines Versäumnisses des Adressaten, z. B. in „Machst du das endlich mal?“ („Wie lange muss man noch warten?“)

schon
Negierung der Relevanz einer Sache oder Person: „Was kann ich da schon ausrichten?“, "Was hat der schon zu sagen?", "Was hat das schon zu bedeuten?"
vielleicht (rheinisch, umgangssprachlich)
Bekräftigung einer Meinung, z. B. in „Ich bin vielleicht ein Tollpatsch.“

#### Übersicht der Modalpartikeln
Die folgende Übersicht zeigt die wichtigsten Modalpartikeln im Deutschen, für die Polyfunktionalität charakteristisch ist.
| Wort       | Modal- partikel | Gliederungs- partikel | Steigerungs- partikel | Temporal- adverb | Konjunktional- adverb | Koordinierende Konjunktion | Adverbiale Bestimmung | Vergleichs- partikel | Adjektiv | Satz- adverbial |
| ---------- | --------------- | --------------------- | --------------------- | ---------------- | --------------------- | -------------------------- | --------------------- | -------------------- | -------- | --------------- |
| vielleicht | ja              | nein                  | nein                  | nein             | nein                  | nein                       | nein                  | nein                 | nein     | ja              |
| wohl       | ja              | nein                  | nein                  | nein             | nein                  | nein                       | nein                  | nein                 | nein     | ja              |
| halt       | ja              | nein                  | nein                  | nein             | nein                  | nein                       | nein                  | nein                 | nein     | nein            |
| ja         | ja              | ja                    | unklar                | nein             | nein                  | nein                       | nein                  | nein                 | nein     | nein            |
| etwa       | ja              | nein                  | ja                    | nein             | nein                  | nein                       | nein                  | nein                 | nein     | nein            |
| nur        | ja              | nein                  | ja                    | nein             | ja                    | nein                       | nein                  | nein                 | nein     | nein            |
| auch       | ja              | nein                  | ja                    | nein             | ja                    | nein                       | nein                  | nein                 | nein     | nein            |
| bloß       | ja              | nein                  | ja                    | nein             | ja                    | nein                       | nein                  | nein                 | ja       | nein            |
| eben       | ja              | ja                    | ja                    | ja               | nein                  | nein                       | nein                  | nein                 | ja       | nein            |
| schon      | ja              | ja                    | ja                    | ja               | nein                  | nein                       | nein                  | nein                 | nein     | nein            |
| doch       | ja              | ja                    | nein                  | nein             | ja                    | ja                         | ja                    | nein                 | nein     | nein            |
| aber       | ja              | nein                  | nein                  | nein             | nein                  | ja                         | ja                    | nein                 | nein     | nein            |
| denn       | ja              | nein                  | nein                  | nein             | nein                  | ja                         | ja                    | ja                   | nein     | nein            |

## Genese der Modalpartikeln
Die Genese der Modalpartikeln setzte bereits im Mittelhochdeutschen ein, und die geläufigsten der heute gebräuchlichen Modalpartikeln haben sich vor dem 17. Jahrhundert herausgebildet. Bereits im Althochdeutschen vorhanden waren denn und doch; schon dem Mittelhochdeutschen bekannt da und halt. Als besonders produktiv erweisen sich das 16. bis 19. Jahrhundert, aber auch in der Gegenwartssprache lässt sich die Entwicklung neuer Modalpartikeln in statu nascendi (zum Beispiel langsam) beobachten. Andere wiederum sind im Lauf der Sprachgeschichte aus der Schriftsprache verschwunden, so beispielsweise das mittelhochdeutsche ëht, das in den deutschen Dialekten aber noch weit verbreitet ist.
Entwickelt haben sie sich aus
- alten Konjunktionen (aber, doch, aus dem Niederdeutschen: man),
- alten Temporaladverbien (denn, eben, etwa, halt, mal, schon),
- alten Satzadverbien (eigentlich, gefälligst, schließlich, vielleicht),
- adverbiellen bzw. prädikativen Adjektiven (einfach, fein, hübsch, langsam, zufällig, bzw. ruhig, dreist); viele auch aus einem semantischen Feld glatt/eben/flach,[10]
- alten Gradpartikeln (nur, aus dem Niederdeutschen: bloß).

## Über die Geschichte der Modalpartikelforschung
Die moderne Erforschung der Modalpartikeln begann in den 1960er Jahren. Vor der Publikation von Harald Weydts Buch Abtönungspartikeln. Die deutschen Modalwörter und ihre französischen Entsprechungen 1969 wurden Modalpartikeln oft als „inhaltslose Redefüllsel“ oder als „Flickwörter“ abgetan. Ludwig Reiners bezeichnete sie gar als „Läuse in dem Pelz unserer Sprache“. Mit Harald Weydt und einer Dissertation über Modalpartikeln von 1963 begann eine umfangreiche linguistische Erforschung der Modalpartikeln. Vereinzelt gab es aber auch schon früher Beschreibungen und Würdigungen des Modalpartikel-Gebrauchs, im 18. Jahrhundert etwa von Johann Christoph Gottsched und Johann Friedrich Heynatz.